# Laurembergia zeylanica
Laurembergia zeylanica är en slingeväxtart som först beskrevs av Cl., och fick sitt nu gällande namn av Anton Karl Schindler. Laurembergia zeylanica ingår i släktet Laurembergia och familjen slingeväxter. Inga underarter finns listade i Catalogue of Life.